# اللجنة الوطنية لحقوق الإنسان (إندونيسيا)

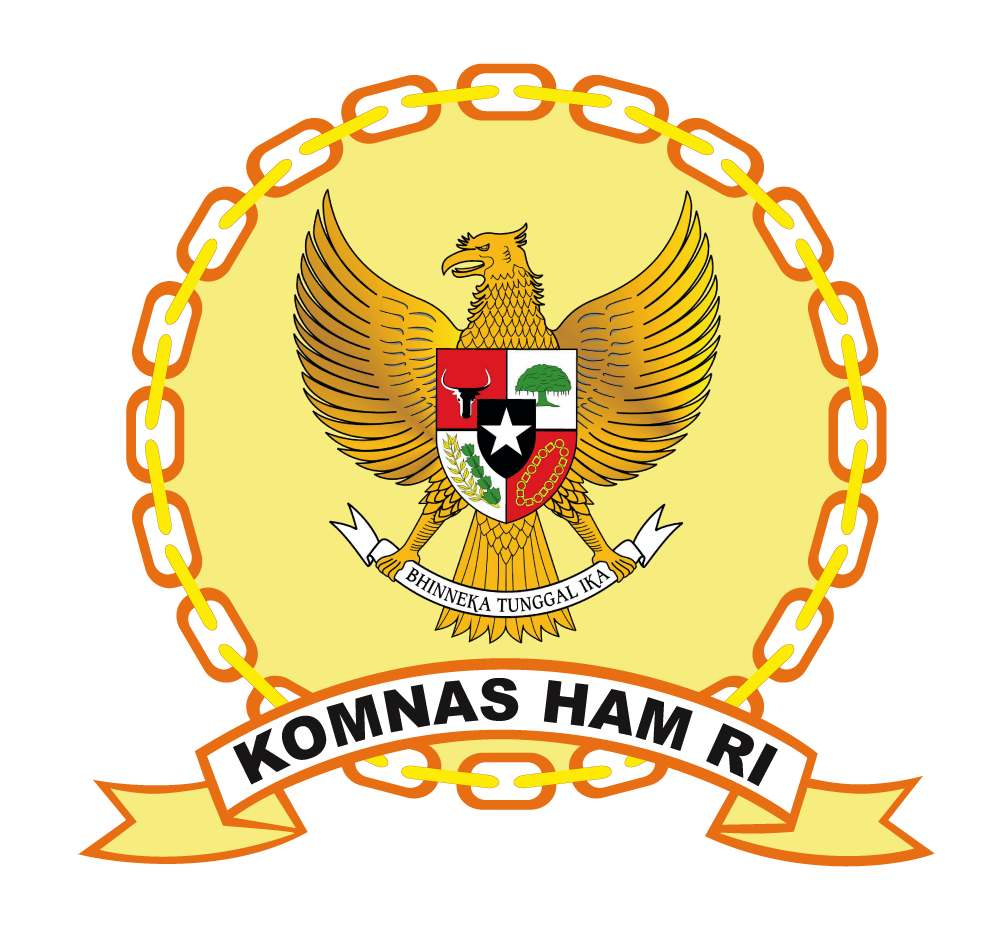
شعار لجنة حقوق الإنسان الوطنية في إندونيسيا (KOMNAS HAM).

اللجنة الوطنية لحقوق الإنسان (بالإندونيسية: Komisi Nasional Hak Asasi Manusia) هي مؤسسة وطنية لحقوق الإنسان في إندونيسيا. كما هو الحال مع المؤسسات الوطنية الأخرى فإن وظيفتها الرئيسية هي حماية حقوق الإنسان وتعزيزها.

## التاريخ
تم إنشاء اللجنة بواسطة نظام سوهارتو بموجب مرسوم رئاسي (رقم 50 لعام 1993)، بعد فترة وجيزة من قرار لجنة الأمم المتحدة لحقوق الإنسان 1993/97 عن قلقها البالغ إزاء مزاعم الانتهاكات الخطيرة لحقوق الإنسان من قبل حكومة إندونيسيا. حتى الاستقلال كانت اللجنة الوطنية لحقوق الإنسان مسؤولاً عن حقوق الإنسان في تيمور الشرقية، حيث تعامل مع حالات مثل مقتل الفتاة مارسيناه.
بعد سقوط سوهارتو عام 1998، ألغى القانون رقم 39 لعام 1999 مرسوم عام 1993 الذي حدد وظائف اللجنة الوطنية لحقوق الإنسان، ووفر التمويل والتمويل والصلاحيات. في أعقاب الدعوات الموجهة إلى اللجنة الوطنية لحقوق الإنسان للتحقيق في مذبحة تانجونغ بريوك عام 1984، منحها قانون حقوق الإنسان لعام 2000 رقم 26 سلطة التحقيق في انتهاكات حقوق الإنسان المزعومة، إذا لزم الأمر من خلال تشكيل فرق تحقيق خاصة تجلب معها خبرات خارجية. أصدرت تقريرين عن حوادث القتل في عام 1984. في عام 2008 أعادت فتح التحقيق في حوادث إطلاق النار في تريساكتي عام 1998 والتي قتل فيها أربعة طلاب.
في عام 2008 أعطى القانون رقم 40 اللجنة الوطنية لحقوق الإنسان مسؤوليات إضافية في منع التمييز العنصري والعرقي. في جميع أعمالها، يُطلب من اللجنة الوطنية لحقوق الإنسان مراعاة حقوق الإنسان المحددة في التشريعات الوطنية وفي الصكوك الدولية التي أصبحت إندونيسيا طرفًا فيها.

## الوضع الدولي
في عام 2000 حصلت اللجنة الوطنية لحقوق الإنسان بدعم من مكتب مفوض الأمم المتحدة السامي لحقوق الإنسان، على اعتماد «الحالة» من عملية مراجعة النظراء من خلال اللجنة التنسيق الدولية للمؤسسات الوطنية لحقوق الإنسان، مما أتاح لها الوصول المعزز إلى الأمم المتحدة هيئات حقوق الإنسان التابعة للأمم المتحدة. وقد خضعت هذه الحالة للمراجعة من قبل المحكمة الجنائية الدولية في مارس 2007، وأكدت من جديد. اللجنة عضو في منتدى آسيا والمحيط الهادئ، أحد المجموعات الإقليمية الأربعة في المحكمة الجنائية الدولية.